# Isla Rowett

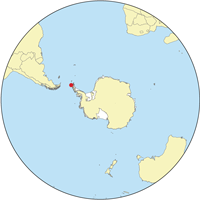
Situación de la isla Rowett.

La isla Rowett es una isla de la Antártida colindante al cabo Lookout, de la isla Elefante, en las islas Shetland del Sur. Está situada a 61°17′S 55°13′O / -61.283, -55.217. Tiene 0,8 km de longitud.
A la isla Rowett la conocían tanto los foqueros británicos como los estadounidenses desde una fecha tan temprana como el año 1822. Fue llamada así por los miembros de la Expedición Shackleton–Rowett de 1921-1922, bajo la dirección de Ernest Shackleton, en honor a John Quiller Rowett, el patrón mayor de la expedición.

## Reclamaciones territoriales
Argentina incluye a la isla en el departamento Antártida Argentina dentro de la provincia de Tierra del Fuego, Antártida e Islas del Atlántico Sur; para Chile forma parte de la comuna Antártica de la provincia Antártica Chilena dentro de la Región de Magallanes y de la Antártica Chilena; y para el Reino Unido integra el Territorio Antártico Británico. Las tres reclamaciones están sujetas a las disposiciones del Tratado Antártico.
Nomenclatura de los países reclamantes: 
- Argentina: isla Rowett
- Chile: isla Rowett
- Reino Unido: Rowett Island